# Adrien Garel
Adrien Garel (* 12. März 1996 in Bagneux) ist ein französischer Radsportler.

## Sportliche Laufbahn
2016 wurde Adrien Garel gemeinsam mit Benoît Daeninck, Corentin Ermenault und Remi Huens französischer Meister in der Mannschaftsverfolgung. Im Jahr darauf machte er international auf sich aufmerksam: Zunächst errang er bei den U23-Europameisterschaften Bronze im Omnium; später im Jahr 2017 wurde Garel, der als „Stimmungsmacher des Teams“ gilt, in Berlin Europameister im Scratch. Im Jahr darauf belegte er bei den Europameisterschaften in Glasgow im Scratch Rang zwei. 2023 belegte er mit Corentin Ermenault, Quentin Lafargue, Benjamin Thomas und Thomas Denis bei den Bahneuropameisterschaften in der Mannschaftsverfolgung Platz drei.

## Erfolge
2014
- Französischer Meister – Madison (Junioren) (mit Corentin Ermenault)
- Französischer Meister – Mannschaftsverfolgung (Junioren) (mit Florian Maitre, Corentin Ermenault und Louis Richard)

2016
- Französischer Meister – Mannschaftsverfolgung (mit Benoît Daeninck, Corentin Ermenault und Remi Huens)

2017
- Europameister – Scratch
- Europameisterschaft (U23) – Omnium

2018
- Europameisterschaft – Scratch
- Französischer Meister – Mannschaftsverfolgung (mit Corentin Ermenault, Marc Fournier und Jérémy Lecroq), Zweier-Mannschaftsfahren (mit Corentin Ermenault)

2023
- Europameisterschaft – Mannschaftsverfolgung (mit Corentin Ermenault, Quentin Lafargue, Benjamin Thomas und Thomas Denis)

2024
- Französischer Meister – Mannschaftsverfolgung (mit Corentin Ermenault, Clément Petit und Louis Pijourlet)